# エンハート
株式会社エンハート（ENHEART.INC.）は、アーケードゲームやメダルゲームなどのアミューズメント機器の製造・販売を手掛ける日本の企業。

## 概要
主にプライズゲームやメダルゲームの製造・販売を行っており、自社開発の他にも海外製品のアーケードゲームも扱っている。
修理サポートは製品によって異なっており、自社で行っている製品があるが、一部製品はセガ・ロジスティクスサービスかアルタへ委託している。

## 沿革
- 2011年4月25日 - 設立。
- 2011年5月1日 - AQインタラクティブ（後のマーベラス）からアーケードゲームの一部業務を移管[1]。
- 2015年 - IGS社製品の取り扱いを開始。

## 製品

### プライズゲーム
- CHANCE IT
- キューブモール

### メダルゲーム
- みんなでダービーシリーズ
  - みんなでダービー
  - もっとみんなでダービー
  - もっとみんなでダービーCute
  - もっとみんなでダービーLite!
  - もっとみんなでダービーダッシュ
- フィッシュハンター
- 妖怪バスターズ
- ビンゴエスパニョーラ
- 原始人がビンゴでワアアア
- ギョ〜転！ガッポリすし
- メダルゲットハンマー
- もしかして？おばけの射的屋
- ギョ〜転！ガッポリすし極
- 謎の！？あにあにアイランド

### 体感ゲーム
- ゴーゴーポニー

### ビデオゲーム
- ひぐらしの哭く頃に 雀

## その他
- 2016年6月に、「みんなでダービー」と「もっとみんなでダービー」の修理費用が納品価格を上回っていたことが判明し、エンハートは修理サポートを委託しているセガ・ロジスティクスサービスに対し、52インチフィールドモニターの修理料金の改定を申し出た。これを受けてセガ・ロジスティクスサービスは、同年7月1日より52インチフィールドモニターの修理料金を14万5000円から22万8000円（いずれも消費税別）へ大幅に値上げした[2]。